# جون كيلي (مدير تنفيذي موسيقي)
جون كيلي (بالإنجليزية: Jon Kelly)‏ (و. القرن 20  م) هو مدير تنفيذي موسيقي ‏، ومنتج أسطوانات، وملحن بريطاني.

## روابط خارجية
- جون كيلي على موقع ميوزك برينز (الإنجليزية)
- جون كيلي على موقع أول ميوزيك (الإنجليزية)
- جون كيلي على موقع أول ميوزيك (الإنجليزية)
- جون كيلي على موقع ديسكوغز (الإنجليزية)